# Tempeltje van Barger-Oosterveld
Het tempeltje van Barger-Oosterveld is een tempel van de Elpcultuur uit omstreeks 1250 v.Chr. in Barger-Oosterveld die een rol heeft gespeeld bij rituelen in het veen.

## Vondst
In maart 1957 werden de restanten ervan gevonden even ten noorden van de Splitting en even ten oosten van de Sint Gerardusstraat. In de buurt van de tempel werd ook een veenweg gevonden.

## Omschrijving
Het bouwwerk van 2x2 meter bestond uit acht eikenhouten palen die geplaatst waren op brede planken. Boven op de palen lagen bovenliggers met hoornvormige uiteinden. Het geheel is omgeven door stenen. In het midden staan vier boomstammen waarop waarschijnlijk een plank heeft gelegen waarop geofferd kon worden.

## Symboliek
Hoorns worden verbonden met vruchtbaarheid. Het zijn symbolen voor de fallus of de vagina. De hoornvormige uitsteeksels van de tempel zouden dus kunnen wijzen op vruchtbaarheidsrituelen. De hoorns kunnen echter ook verwijzen naar koeienhoorns. Koeien werden namelijk regelmatig geofferd in het veen.

Ook werden er blokken hout aangetroffen in de tempel. Hierop zou iets gestaan kunnen hebben, bijvoorbeeld godenbeelden.
Een andere theorie is dat de tempel diende ter bescherming van de mensen die door het veen moesten reizen.
Het is duidelijk dat het tempeltje na enige tijd opzettelijk is vernield. Hierbij is ook veel van het houtwerk meegenomen. Dit opzettelijk vernielen versterkt de hypothese dat de tempel een belangrijke functie had. Anders zou men niet de moeite hebben genomen het opzettelijk te vernielen.